# Vim (trình soạn thảo)
Vim (/vɪm/; viết tắt của Vi IMproved) là một trình soạn thảo văn bản miễn phí và mã nguồn mở. Đó là một bản sao cải tiến của vi của Bill Joy cho Unix. Nó được viết bởi Bram Moolenaar dựa trên mã nguồn của một port của Stevie editor lên Amiga và phát hành lần đầu vào năm 1991. Vim được thiết kế cho cả trong giao diện dòng lệnh và như một ứng dụng độc lập trong giao diện người dùng đồ họa. Vim là một phần mềm tự do nguồn mở và được phát hành theo giấy phép bao gồm một số điều khoản từ thiện, khuyến khích người dùng yêu thích phần mềm xem xét ủng hộ cho trẻ em Uganda. Giấy phép bao gồm GNU General Public License thông qua một điều khoản đặc biệt cho phép phân phối các bản sao sửa đổi "theo GNU GPL v2 hoặc bất kỳ phiên bản nào sau này".
Mặc dù ban đầu nó được phát hành cho Amiga, Vim từ đó đã được phát triển thành đa nền tảng, hỗ trợ nhiều nền tảng khác. Năm 2003, nó được bình chọn là trình soạn thảo phổ biến nhất theo độc giả của Linux Journal; năm 2015 một khảo sát trên Stack Overflow cho thấy nó là trình soạn thảo phổ biến thứ ba, và môi trường phát triển phổ biến thứ năm trong năm 2018.

## Lịch sử
Bram Moolenaar bắt đầu làm việc trên Vim cho máy tính Amiga năm 1988. Moolenaar lần đầu tiên phát hành công khai Vim (v1.14) năm 1991. Vim dựa trên một trình soạn thảo trước đó, Stevie, cho Atari ST, tạo bởi Tim Thompson, Tony Andrews, và G.R. (Fred) Walter.Bản mẫu:Discuss

Tên "Vim" là ghép chữ của "Vi IMproved" bởi vì Vim là một phiên bản mở rộng của trình soạn thảo vi, với nhiều tính năng bổ sung được thiết kế hữu ích trong việc chỉnh sửa mã nguồn của chương trình. Ban đầu, từ viết tắt của "Vi IMitation", nhưng nó đã được thay đổi với bản phát hành Vim 2.0 tháng 12/1993. Một bình luận sau đó nói rằng lý do thay đổi tên là tính năng của Vim vượt trội hơn so với vi.
| \| Ngày \| Phiên bản \| Thay đổi bổ sung \| \| ---------- \| ----------- \| ---------------------------------------------------------------------------------------------------------------------------------------------- \| \| 6/1987 \| N/A \| Tim Thompson phát hành Stevie (ST cho những người đam mê VI), một bản sao giưới hạn của vi cho Atari ST, đăng nguồn lên Usenet.[17][18] \| \| 6/1988 \| N/A \| Tony Andrews cải thiện Stevie, và port nó sang Unix và OS/2, phát hành phiên bản 3.10 trên Usenet.[17][19] \| \| 1988 \| 1.0 \| Bram Moolenaar tạo Vi IMitation cho Amiga, dựa trên Stevie, không phát hành công khai \| \| 1.14[20] \| \| Phát hành công khai lần đầu cho Amiga trên đĩa Fred Fish #591[21] \| \| 1992 \| 1.22[20] \| Port sang Unix. Vim bây giờ cạnh tranh với vi. \| \| 14/12/1993 \| 2.0[16] \| Đây là bản phát hành đầu tiên sử dụng tên Vi IMproved. \| \| 12/8/1994 \| 3.0[20] \| Hỗ trợ nhiều cửa sổ \| \| 29/5/1996 \| 4.0[20][22] \| Giao diện đồ họa \| \| 19/2/1998 \| 5.0[20][23] \| Syntax highlighting, scripting cơ bản (các hàm, lệnh do người dùng định nghĩa, v.v.) \| \| 6/4/1998 \| 5.1 \| Sửa lỗi, các cải tiến khác \| \| 27/4/1998 \| 5.2 \| Hỗ trợ dòng dài, trình duyệt file, hộp thoại, menu bật lên, chế độ chọn, tệp phiên, hàm và lệnh do người dùng xác định, giao diện Tcl... \| \| 31/8/1998 \| 5.3 \| Sửa lỗi \| \| 25/7/1999 \| 5.4 \| Mã hóa tệp cơ bản, các cải tiến khác \| \| 19/9/1999 \| 5.5 \| Sửa lỗi, các cải tiến khác \| \| 16/1/2000 \| 5.6 \| File cú pháp mới, sửa lỗi, vv \| \| 24/6/2000 \| 5.7 \| File cú pháp mới, sửa lỗi, vv \| \| 31/5/2001 \| 5.8 \| File cú pháp mới, sửa lỗi, vv \| \| 26/9/2001 \| 6.0[20][24] \| Folding, plugins, đa ngôn ngữ, etc. \| \| 24/3/2002 \| 6.1 \| Sửa lỗi \| \| 1/6/2003 \| 6.2 \| GTK2, hỗ trợ tiếng Arab, lệnh:try, minor features, sửa lỗi \| \| 7/6/2004 \| 6,3 \| Sửa lỗi, cập nhật bản dịch, cải tiến đánh dấu \| \| 15/10/2005 \| 6.4 \| Sửa lỗi cập nhật cho Perl, Python, và hỗ trợ Ruby \| \| 7/5/2006 \| 7.0[25] \| Kiểm tra chính tả, tự động hoàn thành code, tab pages (multiple viewports/window layouts), highlighting dòng và cột hiện tại, undo branches... \| \| 12/5/2007 \| 7.1 \| Sửa lỗi, cú pháp mới và tệp thời gian chạy, v.v. \| \| 9/8/2008 \| 7.2[26] \| Hỗ trợ dấu chấm động trong các tập lệnh, mã vẽ màn hình được cấu trúc lại, sửa lỗi, tệp cú pháp mới, v.v. \| \| 15/8/2010 \| 7.3 \| Hỗ trợ Lua, Python3, mã hóa Blowfish, undo/redo liên tục \| \| 10/8/2013 \| 7.4[27] \| Một công cụ biểu thức chính quy mới, nhanh hơn. \| \| 12/9/2016 \| 8.0[28] \| Hỗ trợ I/O không đồng bộ, công việc, lambdas, v.v. \| \| 18/5/2018 \| 8.1[29] \| Hỗ trợ của sổ terminal và terminal gdb plugin. \| |           | |
| Ngày | Phiên bản | Thay đổi bổ sung |
| 6/1987 | N/A       | Tim Thompson phát hành Stevie (ST cho những người đam mê VI), một bản sao giưới hạn của vi cho Atari ST, đăng nguồn lên Usenet.                |
| 6/1988 | N/A       | Tony Andrews cải thiện Stevie, và port nó sang Unix và OS/2, phát hành phiên bản 3.10 trên Usenet.                                             |
| 1988 | 1.0       | Bram Moolenaar tạo Vi IMitation cho Amiga, dựa trên Stevie, không phát hành công khai                                                          |
| 1.14 |           | Phát hành công khai lần đầu cho Amiga trên đĩa Fred Fish #591                                                                                  |
| 1992 | 1.22      | Port sang Unix. Vim bây giờ cạnh tranh với vi.                                                                                                 |
| 14/12/1993 | 2.0       | Đây là bản phát hành đầu tiên sử dụng tên Vi IMproved.                                                                                         |
| 12/8/1994 | 3.0       | Hỗ trợ nhiều cửa sổ |
| 29/5/1996 | 4.0       | Giao diện đồ họa |
| 19/2/1998 | 5.0       | Syntax highlighting, scripting cơ bản (các hàm, lệnh do người dùng định nghĩa, v.v.)                                                           |
| 6/4/1998 | 5.1       | Sửa lỗi, các cải tiến khác |
| 27/4/1998 | 5.2       | Hỗ trợ dòng dài, trình duyệt file, hộp thoại, menu bật lên, chế độ chọn, tệp phiên, hàm và lệnh do người dùng xác định, giao diện Tcl...       |
| 31/8/1998 | 5.3       | Sửa lỗi |
| 25/7/1999 | 5.4       | Mã hóa tệp cơ bản, các cải tiến khác |
| 19/9/1999 | 5.5       | Sửa lỗi, các cải tiến khác |
| 16/1/2000 | 5.6       | File cú pháp mới, sửa lỗi, vv |
| 24/6/2000 | 5.7       | File cú pháp mới, sửa lỗi, vv |
| 31/5/2001 | 5.8       | File cú pháp mới, sửa lỗi, vv |
| 26/9/2001 | 6.0       | Folding, plugins, đa ngôn ngữ, etc. |
| 24/3/2002 | 6.1       | Sửa lỗi |
| 1/6/2003 | 6.2       | GTK2, hỗ trợ tiếng Arab, lệnh:try, minor features, sửa lỗi                                                                                     |
| 7/6/2004 | 6,3       | Sửa lỗi, cập nhật bản dịch, cải tiến đánh dấu                                                                                                  |
| 15/10/2005 | 6.4       | Sửa lỗi cập nhật cho Perl, Python, và hỗ trợ Ruby                                                                                              |
| 7/5/2006 | 7.0       | Kiểm tra chính tả, tự động hoàn thành code, tab pages (multiple viewports/window layouts), highlighting dòng và cột hiện tại, undo branches... |
| 12/5/2007 | 7.1       | Sửa lỗi, cú pháp mới và tệp thời gian chạy, v.v.                                                                                               |
| 9/8/2008 | 7.2       | Hỗ trợ dấu chấm động trong các tập lệnh, mã vẽ màn hình được cấu trúc lại, sửa lỗi, tệp cú pháp mới, v.v.                                      |
| 15/8/2010 | 7.3       | Hỗ trợ Lua, Python3, mã hóa Blowfish, undo/redo liên tục                                                                                       |
| 10/8/2013 | 7.4       | Một công cụ biểu thức chính quy mới, nhanh hơn.                                                                                                |
| 12/9/2016 | 8.0       | Hỗ trợ I/O không đồng bộ, công việc, lambdas, v.v.                                                                                             |
| 18/5/2018 | 8.1       | Hỗ trợ của sổ terminal và terminal gdb plugin.                                                                                                 |

## Giao diện

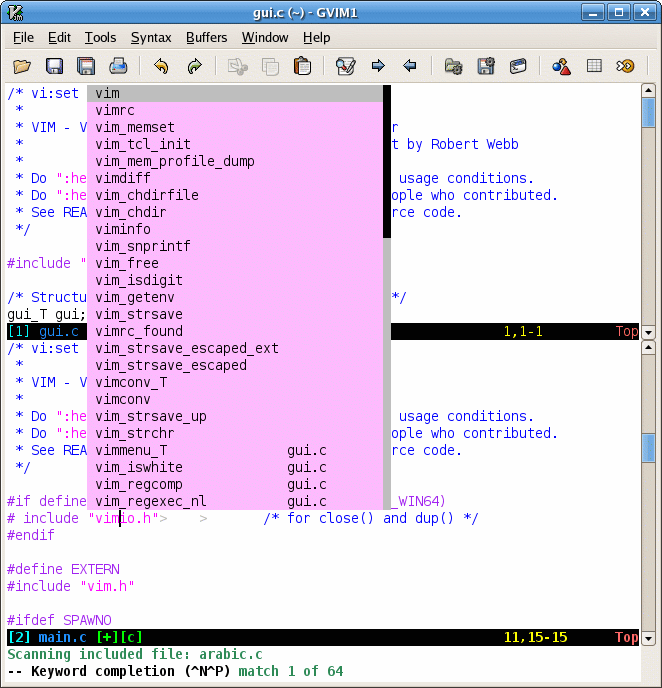
Graphical Vim (gVim) trên GTK+ 2.

Giống vi, giao diện của Vim không dựa trên các menu hay icon mà dựa trên các lệnh được đưa ra từ text user interface; Chế độ đồ họa của nó, gVim, bổ sung menu và thanh công cụ cho các lệnh thường dùng nhưng chức năng đầy đủ vẫn được thể hiện thông qua chế độ dòng lệnh của nó. Vi (và mở rộng bởi Vim) có xu hướng cho phép một người đánh máy để giữ ngón tay của họ trên hàng nhà, mà có thể là một lợi thế cho gõ lướt.
Vim có một hướng dẫn cài sẵn cho người mới bắt đầu (có thể truy cập thông qua lệnh "vimtutor"). Ngoài ra còn có Vim Users' Manual có chi tiết các tính năng của Vim. Sách hướng dẫn này có thể được đọc từ bên trong Vim, hoặc tìm thấy trực tuyến
.
Vim cũng có một cơ sở trợ giúp được tích hợp (dùng lệnh :help) cho phép người dùng truy vấn và điều hướng thông qua các lệnh và các tính năng.

## Tùy chỉnh
Một phần sức mạnh của Vim là nó có thể được tùy biến rộng rãi. Giao diện cơ bản có thể được kiểm soát bởi nhiều tùy chọn sẵn có và người dùng có thể xác định ánh xạ khóa được tùy chỉnh - thường được gọi là macro - hoặc viết tắt để tự động hóa tổ hợp phím phím hoặc thậm chí gọi hàm nội bộ hoặc do người dùng xác định.
Có nhiều plugins có sẵn sẽ mở rộng hoặc thêm chức năng mới cho Vim. Các kịch bản phức tạp này thường được viết bằng ngôn ngữ kịch bản nội bộ của Vim, vimscript (còn được biết là VimL) cũng hỗ trợ việc sử dụng script Lua (như Vim 7.3), Perl, Python, Racket (trước đây là PLT Scheme), Ruby, và Tcl.

## Vim script
Vim script (cũng goi là vimscript hay VimL) là ngôn ngữ scripting tích hợp trong Vim. Dựa trên ngôn ngữ trình soạn thảo ex của trình soạn thảo vi ban đầu, các phiên bản đầu tiên của Vim đã thêm các lệnh cho các luồng điều khiển và các định nghĩa hàm. Từ phiên bản 7, Vim script cũng hỗ trợ các kiểu dữ liệu nâng cao hơn như danh sách và từ điển và (một dạng đơn giản) lập trình hướng đối tượng. Các hàm dựng sẵn như map() và filter() cho phép một dạng cơ bản của lập trình hàm, và Vim script có lambda từ phiên bản 8.0. Vim script chủ yếu được viết theo kiểu lập trình mệnh lệnh.
Vim macros có thể chứa một chuỗi các lệnh chế độ thông thường, nhưng cũng có thể gọi các lệnh hoặc các hàm cũ được viết bằng Vim script cho các tác vụ phức tạp hơn. Hầu như tất cả các phần mở rộng (được gọi là các plugin hoặc các script phổ biến) của core Vim được viết bằng Vim script, nhưng các plugin cũng có thể sử dụng các ngôn ngữ thông dịch khác như Perl, Python, Lua, hay Ruby (nếu hỗ trợ cho chúng được biên dịch vào nhị phân Vim).
Các file script Vim được lưu trữ ở định dạng ký tự thuần với phần mở rộng là .vim. Có sẵn thư viện cho tập lệnh Vim trên www.vim.org như các plugin Vim.

### Ví dụ
```
" This is the Hello World program in Vim script.

echo 
"Hello, world!"

" This is a simple while loop in Vim script.

let
 
i
 
=
 
1

while
 
i
 
<
 
5

  echo 
"count is"
 
i

  
let
 
i
 
+=
 
1

endwhile

```

## Tính khả dụng
Trong khi vi ban đầu chỉ có sẵn trên Unix, Vim được port sang nhiều hệ điều hành khác bao gồm AmigaOS (nền tảng mục tiêu ban đầu), Atari MiNT, BeOS, DOS, Windows bắt đầu từ Windows 95, OS/2, OS/390, MorphOS, OpenVMS, QNX, RISC OS, Linux, BSD, và Classic Mac OS. Also, Vim is shipped with every copy of Apple macOS.
Các port độc lập của Vim cũng có sẵn trên cảAndroid và iOS.

## Neovim

Neovim

Neovim là một phần mở rộng của Vim cố gắng cải thiện khả năng mở rộng và bảo trì của Vim. Neovim có cùng cú pháp cấu hình với Vim; kết quả là, cùng file cấu hình có thể được sử dụng với cả hai trình soạn thảo. Kể từ phiên bản 0.1, phát hành tháng 12/2005, Neovim tương thích với hầu hết tính năng của Vim.
Dự án Neovim được khởi động năm 2014, với một số thành viên cộng đồng Vim cung cấp hỗ trợ sớm cho nỗ lực tái cấu trúc cấp cao để cung cấp kịch bản, plugin và tích hợp tốt hơn với GUI hiện đại. Dự án là mã nguồn mở và toàn bộ code có sẵn trên Github. NeoVim đã gây quỹ thành công vào ngày 23/3/2014, hỗ trợ ít nhất một nhà phát triển toàn thời gian. Một số giao diện đang được phát triển, tận dụng khả năng của Neovim.
Trình soạn thảo Neovim có sẵn trên PPA của Ubuntu, và một vài dịch vụ quản lý gói khác, khiến nó có thể cài đặt trên một loạt các hệ điều hành dựa trên Linux.